# 阿爾薩斯獨立運動
阿爾薩斯獨立運動（法語：Mouvement autonomiste alsacien）是一爭取阿爾薩斯獲得更多自治權，或成為完全獨立國家的運動。這一運動起源於拿破崙時代，在第一次世界大戰結束後和第二次世界大戰結束後都曾出現。